# Infantry Tank Mk II Matilda II
Der Infantry Tank Mk II (A12) Matilda II (kurz Matilda II) ist ein britischer Panzer, der vor dem Zweiten Weltkrieg entwickelt wurde. Er kam unter anderem während des deutschen Westfeldzuges und Afrikafeldzuges, über britische Waffenlieferungen im Deutsch-Sowjetischen Krieg und bei britischen und australischen Truppen im Pazifikkrieg zum Einsatz.

## Entwicklung
Noch während die Entwicklung des ersten Infantry Tank, dem Mk I Matilda, der die General Staff Specification Number A11 erhalten hatte, erkannte die britische Armee, dass ein schnelleres und größeres Modell eines Infantry Tank in der Zukunft erforderlich sein würde. Ende 1936 begann deshalb die Arbeit am Infantry Tank Mk II, der die Specification Number A12 erhielt.
Vorgesehen war eine Besatzung von 3 Mann, eine Frontalpanzerung von bis zu 80 mm und eine 40mm 2-pounder Kanone. Dazu kam schnell noch ein koaxial montiertes, wassergekühltes Vickers Maschinengewehr.
Zunächst wurden von dem neuen Fahrzeug zwei Prototypen mit der Spezifikationsnummer A12E1 gebaut, die vom War Department die Kennnummern T-3431 und T-3432 erhielten.

## Produktion
Von 1939 bis August 1943 wurden etwa 3000 Stück dieses Kampfwagens von Vulcan Foundry sowie mehreren Lizenznehmern hergestellt.

## Ausführungen
- Infantry Tank Mk II (Matilda II Mk I) - Erstes Modell mit einem Vickers Koaxial-Maschinengewehr
- Infantry Tank Mk IIA (Matilda II Mk II) - Änderung der Sekundärbewaffnung auf Besa Machine Gun (vorher Vickers MG / Wechsel durch das "A" Armament gekennzeichnet)
- Infantry Tank Mk IIA* (Matilda II Mk III) - Einführung des Leyland Diesel-Motors (als Ersatz für den vorherigen (ACE)
- Infantry Tank Mk II (Matilda II Mk IV) - Verbesserter Motor, Rigit Mounting und kein Turmscheinwerfer
- Infantry Tank Mk II Close Support (Matilda II Mk IV CS) - Bewaffnung 76 mm QF 3inch; Einsatz bei britischen und australischen Truppen
- Infantry Tank Mk II (Matilda II Mk V)  - Verbessertes Getriebe; Westinghouse Luftdruck-Servo

### Varianten und lokale Umbauten
- Baron Flail-Tank Mk I / Mk II / Mk III und Mk IIIA - Versuchsfahrzeuge zur Erprobung von Minenräumgerät mit rotierenden Schlagketten
- Scorpion Flail-Tank Mk I / Mk II - Minenräumpanzer der in Nordafrika eingesetzt wurde (insbesondere bei der Schlacht von El Alamein)
- Matilda II Canal Defense Light (Matilda II CDL) - Gepanzertes Spezialfahrzeug mit sehr starkem Scheinwerfer zur Blendung des Gegners im nächtlichen Einsatz
- Black Prince  - Prototyp eines funkgesteuerten A12E2. Versuchsfahrzeug basierend auf dem A12E2 mit einem Wilson-Getriebe. Geplant als Führungsfahrzeug mit dem Zweck gegnerische Stellungen aufzuklären, aus denen das ferngesteuerte Fahrzeug beschossen würde. Eine geplante Bestellung von 60 Fahrzeugen wurde, wegen dem Getriebewechsel der erforderlich gewesen wäre, nicht ausgeführt.
- Matilda II Mk IV mit 76-mm ZiS-5 - Prototyp, der in der Sowjetunion aufgrund der unzureichenden Leistung der 2-pdr-Kanone gebaut wurde. Die sowjetische Führung entschied allerdings, dass die ZiS-5 nur in sowjetische Panzer eingebaut werden sollte, da nicht ausreichend viele Panzerkanonen für eine Nachrüstung geliefert werden konnten.

## Einsatz

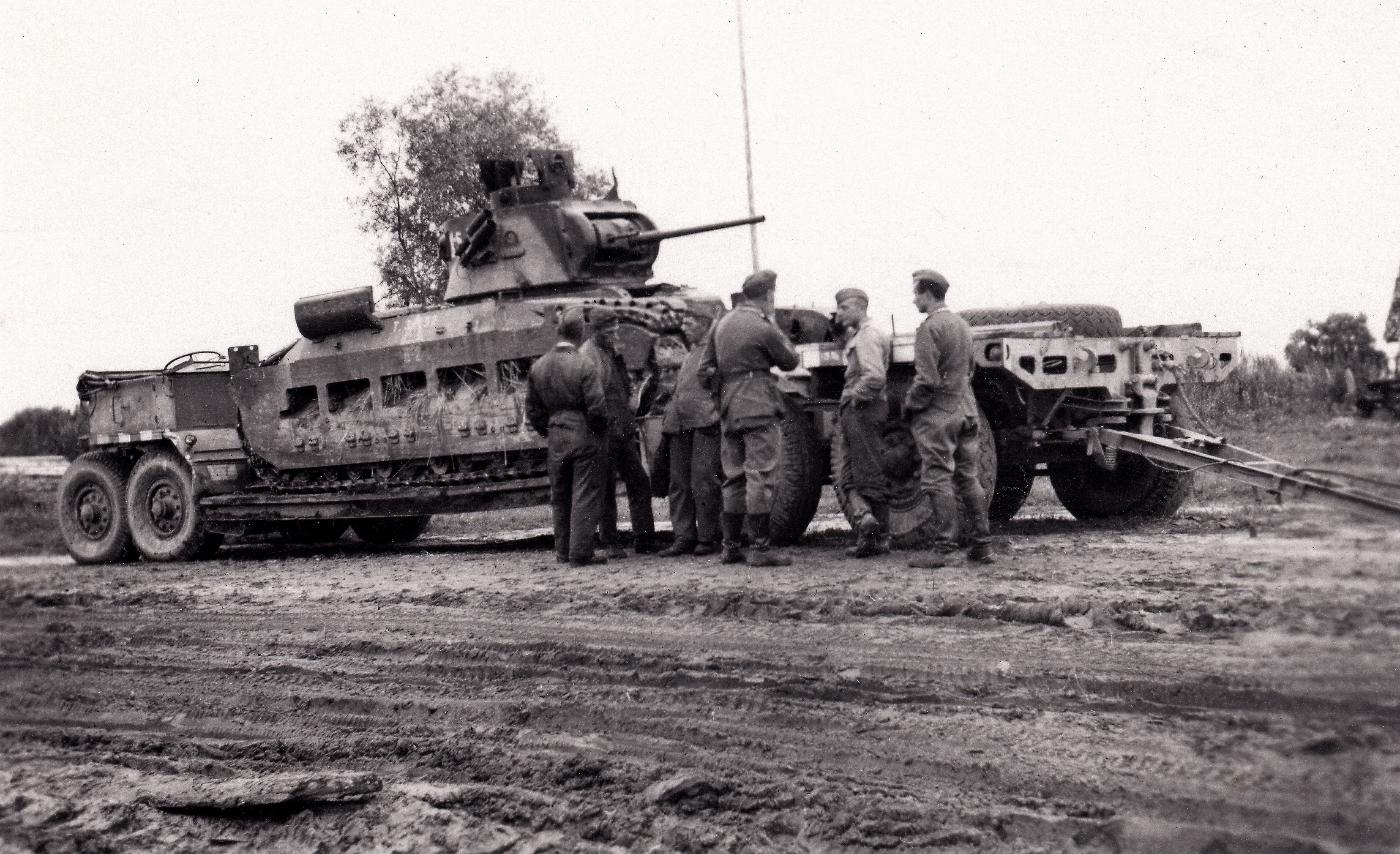
Erbeuteter Matilda II Frankreich 1941

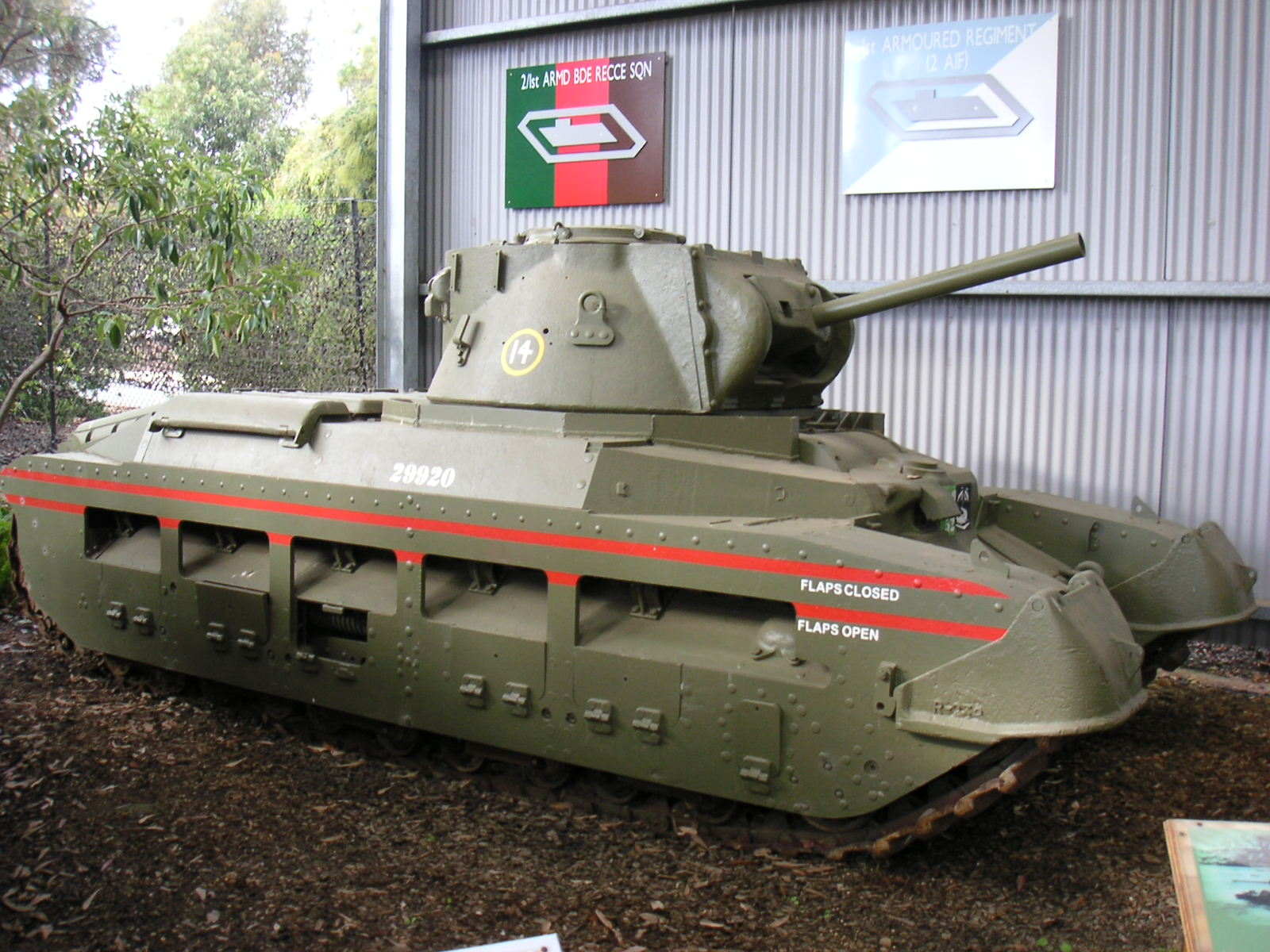
Australischer Matilda II CS (Close Support)

### Frankreich 1940
Die British Expeditionary Force (BEF) setzte einige Matilda II-Panzer bereits während der Schlacht um Frankreich ein. Matilda II hatte eine 2-Pfünder-Kanone, die damals gegen jeden deutschen Panzer wirksam eingesetzt werden konnte, und als sekundäre Waffe ein BESA-Maschinengewehr. Die Panzerung war auf bis zu 90 Millimeter verstärkt worden. Gegen die Panzerung des Matilda II waren die meisten deutschen Waffen wirkungslos; einzig die 8,8-cm-Flak war in der Lage, diese zu durchschlagen.

### Libyen 1940–1941
Beim Angriff der italienischen Streitkräfte in Nordafrika auf Ägypten war der Matilda II anfangs eine wirkungsvolle Waffe und den italienischen Panzern M13/40, M11/39 und L3/33 überlegen. Er erhielt den Spitznamen „Queen of the Desert“, weil er jeden italienischen Panzer der Zeit um 1940 zerstören konnte, ohne selbst gefährdet zu sein.
Im späteren Verlauf der Kämpfe in Nordafrika – als der Afrikafeldzug des Deutschen Afrikakorps ab März 1941 begann, kämpften dort auch Truppen und Panzer der Wehrmacht – zeigte sich jedoch, dass der Matilda II nicht mehr überlegen war. Der anfänglich als Sperrverband Libyen bezeichnete deutsche Truppenteil hatte modernere Panzer als die italienischen Verbündeten, deren verbesserter Panzerschutz den 2-Pfünder-Geschossen des Matilda auch auf geringere Entfernung widerstand. Wegen der geringen Geschwindigkeit des Matilda II, der nur 25–30 km/h (je nach Bodenlage und Zusatzgewicht) schnell wurde und damit langsamer als seine deutschen Gegner war, erreichte er nur selten eine günstige Schussdistanz gegen deutsche Panzer. Insbesondere der Einsatz der deutschen 8,8-cm-Flak als Panzerabwehrgeschütz, wurde für den Matilda II mit seiner geringen Geschwindigkeit in der Wüste ein Problem. Die als „Acht-Acht“ bezeichneten Geschütze konnten einen Matilda bereits auf eine Distanz von 1800 Metern zerstören, während dieser seinerseits auf mindestens 500 Meter an die Geschützstellung herankommen musste, um eine 8,8-Flak bekämpfen zu können. Dies war in einer Wüstenlandschaft, die nahezu keine Deckung bot, ein großer Nachteil für den Matilda II. Problematisch war dabei auch, dass die 2-Pfünder-Kanone keine Sprenggranaten verschießen konnte und somit gegen Infanterie und Geschützbedienungen wenig wirksam war.
Der Matilda II wurde daher in Nordafrika ab Ende 1941 schrittweise durch den schneller fahrenden Valentine abgelöst. Ausgefallene Matilda II wurden nicht mehr ersetzt.

### Mittelmeer 1941
Vor Beginn des Angriffs auf die Sowjetunion kam es zum Einsatz deutscher Truppen auf dem Balkan und den griechischen Inseln. Hierbei waren auf Kreta einige Matilda II Panzer stationiert. 
Die auf Malta stationierten Matilda II - Panzer mit außergewöhnlichem Tarnmuster mussten ihren Kampfwert nicht beweisen, da es während des Krieges keinen Versuch gab die Insel zu besetzen. 

### Sowjetunion 1941–1945
Es wurden 1084 Matilda II als Lend&Lease-Lieferung für die Abwehr des Angriffs auf die Sowjetunion verschifft, von denen 918 das Land erreichten. Die erste Lieferung mit 145 Fahrzeugen aus Großbritannien traf Ende Oktober beziehungsweise Anfang November 1941 mit einem Konvoi über die arktische Route im Nordmeerhafen Arkhangelsk ein. 
Da die Wehrmacht große Teile der sowjetischen Streitkräfte bis in den Herbst 1941 zerschlagen hatte, baute die sowjetische Führung massiv neue Verbände auf und warf alles was greifbar war in die Schlacht. Die britischen Panzer wurden eilig in den Norden und Nordwesten von Moskau gebracht und in Kasan wurden Besatzungen für die Fahrzeuge ausgebildet. Als erste Einheiten gingen das sowjetische 170. (auch mit T-60 ausgerüstet) und 171. (auch mit Valentine Mk IV und T-60 ausgerüstet) Selbstständige Panzerbataillon mit diesen Panzertypen an der Kalinin-Front in den Einsatz. Mit der sowjetischen 3. Stoßarmee wurden die Verbände an der Nordwest-Front eingesetzt, wo die sowjetische Armee im Februar 1942 versuchte Cholm zurückzugewinnen. 
Schon im November 1941 gingen auch das 136. Selbstständige Panzerbataillon, die 1. Motorisierte Schützendivision der sowjetischen 33. Armee und Teile der sowjetischen 23. Mechanisierten Division mit Matilda II-Panzern in den Einsatz. Im Verlauf des Jahres 1942 erfolgte ein Einsatz von Matilda II bei der zweiten Schlacht um Charkiw und gegen die deutschen Kräfte die auf Nordkaukasus vorstießen. Fahrzeuge waren bei der 9., 10. und 11. Mechanisierten Division in deren Aufklärungseinheiten zu finden. Erst 1944 verfügte die Sowjetunion über ausreichend eigene moderne Panzer, dass bei den Fronteinheiten auf Matilda II verzichtet werden konnte.

### Pazifik 1942–1945
Die australische Armee setzte ihre Matildas auf dem pazifischen Kriegsschauplatz bis zum Kriegsende ein.

## Infanterie Panzerkampfwagen Mk II 748 (e)
Die Wehrmacht erbeutete Matilda II erstmals während des Angriffs auf Frankreich.
Sie testete sie und nutzte sie als Beutepanzer.
Mit dem Beginn der Kämpfe in Nordafrika trafen deutsche Truppen wieder auf den Matilda II. Sie setzte erbeutete Matilda II sofort wieder ein, weil die Versorgung mit Panzern in Nordafrika schlecht war.
Die sowjetischen Streitkräfte erlitten zu Beginn des deutschen Angriffs auf die Sowjetunion hohe Verluste. Die Westalliierten reagierten auf Hilferufe und Bitten aus Moskau. Es wurde das Lend&Lease Programm gestartet und die britische Regierung lieferte die aktuellen Panzertypen Valentine und Matilda II. So traf die Wehrmacht vor Moskau im Winter 1941 auch in ersten folgenden Jahren an der Ostfront auf diesen Panzertypen.
Die Wehrmacht setzte die Beutepanzer vom Typ Matilda II als „Infanterie Panzerkampfwagen Mk II 748 (e)“ (Abkürzung I Pz Kpfw Mk II 748 (e)) ein.

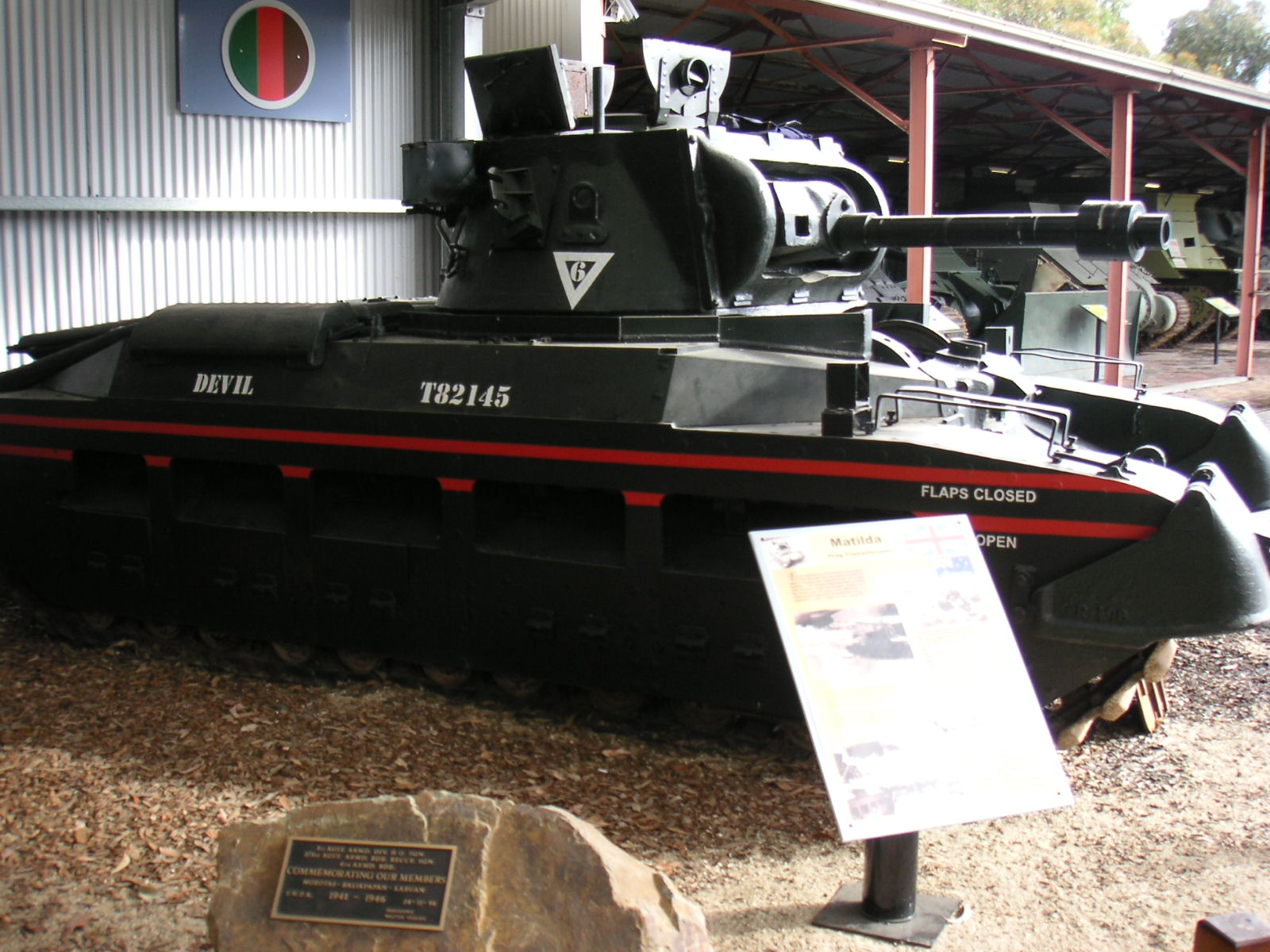
Australischer Flammpanzer Matilda II Frog

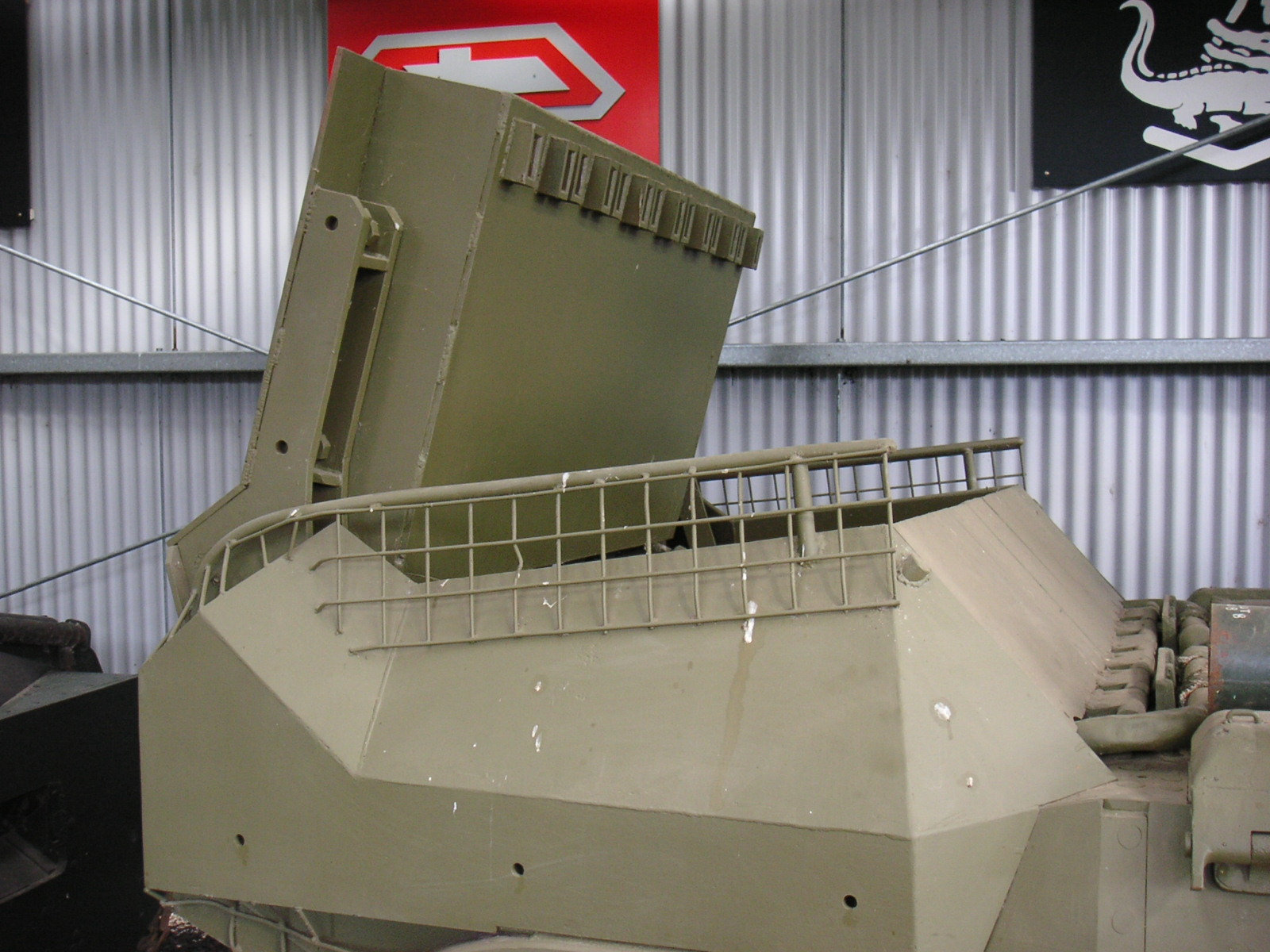
Werferanlage des australischen Matida II Hedgehog

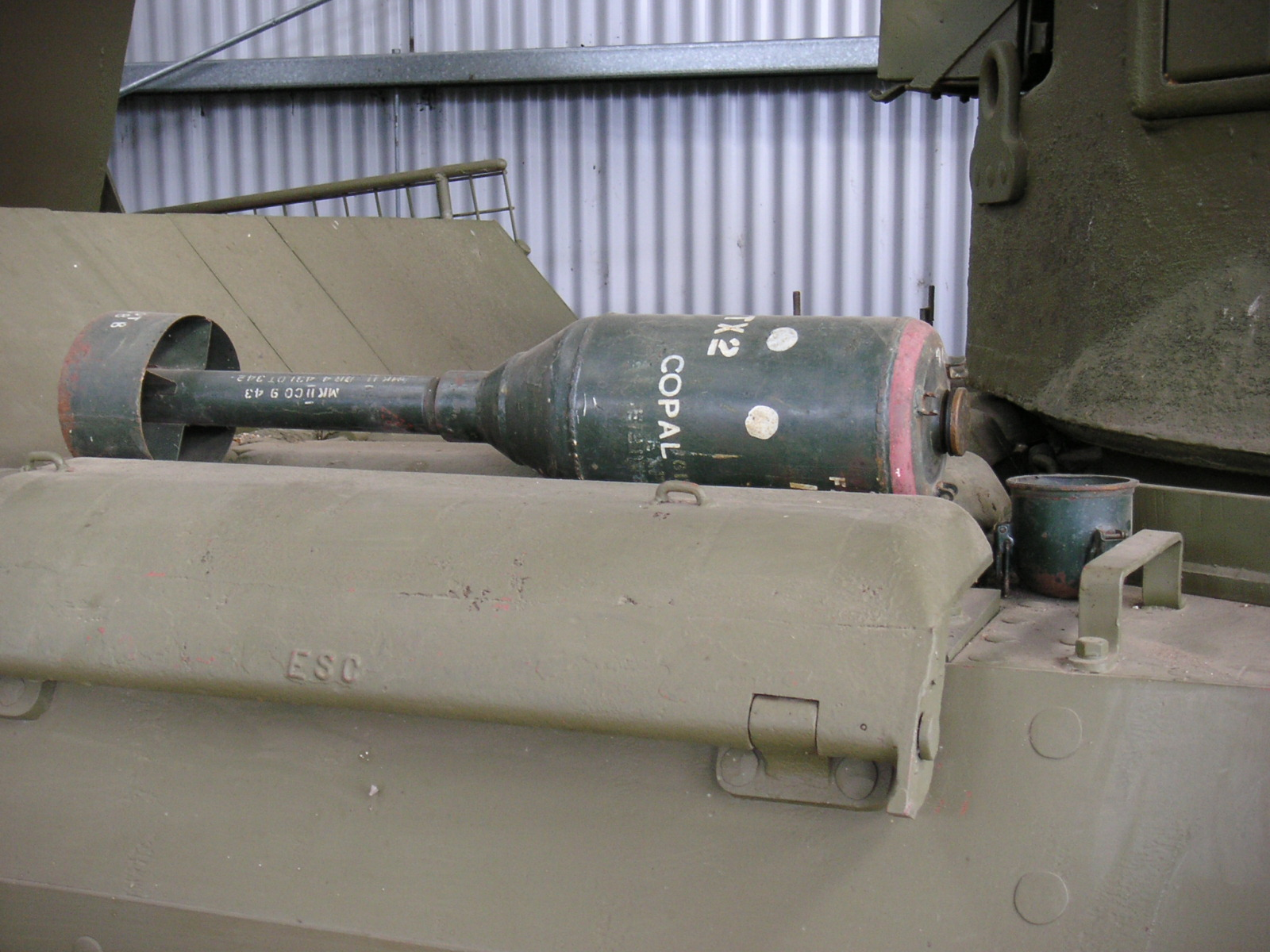
Raketenprojektile des australischen Matilda II Hedgehog

## Literarische Rezeption
1969 erschien der Roman Tramp in armour (deutscher Titel: Gehetzt) von Colin Forbes. Er erzählt, wie eine Matilda-Besatzung während des Frankreichfeldzugs (Mai/Juni 1940) hinter die deutschen Linien gerät.

## Museale Rezeption
Etwa siebzig Matilda II existieren heute noch in unterschiedlichen Erhaltungsgraden. 
Eine große Anzahl sind heute in Australien zu finden. Das Bandiana Museum und das Australian Armour and Artillery Museum haben dieses Fahrzeug in ihren Sammlungen. Andere Fahrzeuge in Australien werde als Monumente öffentlich ausgestellt und manche befinden sich in privaten Fahrzeug-Sammlungen. Eine große Anzahl dieses Fahrzeugtyps ist im Royal Armoured Corps Memorial and Army Tank Museum in Puckapunyal. Dieses Museum zeigt als seltene Fahrzeuge einen Flammpanzer Matilda Frog, den Raketenwerfer Matilda Hedgehog und einen Matilda mit Dozer-Räumschaufel. Das Royal NSW Lancers Museum in Parramatta bei Sydney hat einen Mk II mit ACE Motor in der Close Support Ausführung mit einer 3 inch-Kanone. 
Museen mit fahrbereiten Matilda II sind das Tank Museum Bovington in Großbritannien, das American Heritage Museum in den Vereinigten Staaten und mehrere Fahrzeuge in privaten Sammlungen in Australien. Der Matilda II des Tank Museum wurde zwischen 2015 und 2018 instand gesetzt. Zwar konnte der Panzer wegen eines Getriebeschaden nicht am Tankfest 2018 teilnehmen, doch seitdem wird das Fahrzeug seitdem regelmäßig bei Veranstaltung gefahren. Das Tank Museum verfügt in der Sammlung über den einzigen noch existierenden Matilda II CDL, der sich zuletzt nicht zugänglich im Vehicle Conservation Centre befand. Ein Matilda II des Museums in Bovington ist im Bereich der Tank Stories mit einer Wüsten-Caunter-Camouflage ausgestellt.
Das Imperial War Museum in Großbritannien zeigt einen Matilda II, der als Mk V mit zusätzlicher Turmring-Panzerung gekennzeichnet ist. 
Weitere Fahrzeuge sind in der Sammlung in Kubinka in Russland und im Royal Museum of the Armed Forces and Military History in Belgien, im Yad La-Shiryon Museum in Latrun in Israel, im Musée des Blindes in Frankreich und im Cavalry Tank Museum in Ahmednagar in Indien zu finden.